# La mentirosa
La mentirosa es una película argentina en blanco y negro dirigida por Luis César Amadori sobre su propio guion escrito en colaboración con Luis Martín de San Vicente que se estrenó el 12 de junio de 1942. Continúa con la saga del personaje de Nini que inició con "hay que educar a Nini", e interpreta a una joven inculta y mal hablada que lo único que sabe hacer es decir mentiras en las cuales no puede zafar. 

## Reparto
- Niní Marshall ... Niní Martínez
- Elvira Quiroga ... Natalia Pereyra / Dámasa Medina López de Marciarena
- Pablo Palitos ... Nato
- Miguel Gómez Bao ... Escribano Mariano Zabaleta
- Juan José Piñeiro ... Dr. Otegui
- Francisco López Silva ... Bernardo de San Román
- Consuelo Abad ... Dámasa Medina López de Marciarena / Natalia Pereyra
- José Labad
- Enrique Vico Carré ... Dr Francis
- Alejo Rodríguez
- Mabel Urriola ... Secretaria del Dr. Otegui
- Alejandro Beltrami
- Fernando Campos ... Cobrador de luz
- Warly Ceriani ... Policía